# 北海道えろげー組合
北海道えろげー組合（ほっかいどう - くみあい）は、北海道（いずれも札幌市内）に本社を置くアダルトゲームメーカー・ブランドの連合体。コミケ等のイベントへの共同出展やゲーム開発の相互協力などをおこなっていた。略称きたえろ、北えろ。
同様の連合体である千代田区連合（ちよれん）・埼玉連合（現存せず）に合わせて「北海道連合」と呼ばれることもある。2011年開催のDreamParty東京2011春での出展以降、相互リンクのみで主だった活動がない。

## 構成ブランド
※一部傘下ブランドが構成員である場合も含む。
- アーカムプロダクツ株式会社 
  - イメージクラブ
  - 美少女ゲームOnline Partners
  - EXTREME
  - カニスキー
  - TEAM暗黒媒体
  - リューノス
- 株式会社エウクレイア（アーカムプロダクツから独立）
  - エウシュリー
  - アナスタシア
- 株式会社エスアイエスプランニング
  - Anim
  - emu
  - CROWD
  - ふぇちっしゅ
  - ベルカナ
- 合資会社コンプリーツ
  - オーサリングヘヴン
- 有限会社スケアクロウ
  - アボガドパワーズ
  - エクシィーズ
  - β-ｐｉｎｋ
- テックアーツ
  - OLE
  - G.J?
  - SQUEEZ
  - May-Be SOFT（有限会社リエーヴル）
  - MBS TRUTH
- 株式会社日商総合企画
  - BISHOP
- 有限会社ブルーゲイル
  - BLUE GALE
  - ブルゲON DEMAND
  - ブルゲはいぶりっど
- 有限会社ポジション
  - TRYSET